# Estoril Open 2009 - Qualificazioni singolare maschile
Le qualificazioni del singolare maschile dell'Estoril Open 2009 sono state un torneo di tennis preliminare per accedere alla fase finale della manifestazione. I vincitori dell'ultimo turno sono entrati di diritto nel tabellone principale. In caso di ritiro di uno o più giocatori aventi diritto a questi sono subentrati i lucky loser, ossia i giocatori che hanno perso nell'ultimo turno ma che avevano una classifica più alta rispetto agli altri partecipanti che avevano comunque perso nel turno finale.
Le qualificazioni del Estoril Open  2009 prevedevano 32 partecipanti di cui 8 sono entrati nel tabellone principale.

## Teste di serie
1. Pablo Cuevas (Qualificato)
2. Michail Kukuškin (Qualificato)
3. Ricardo Hocevar (Qualificato)
4. Ryan Sweeting (Qualificato)

1. Ricardo Mello (Qualificato)
2. Michael Yani (Qualificato)
3. Leonardo Tavares (primo turno)
4. Gastão Elias (primo turno)

## Qualificati
1. Pablo Cuevas
2. Ricardo Mello
3. Michail Kukuškin
4. Michael Yani

1. Ricardo Hocevar
2. Gastão Elias
3. Ryan Sweeting
4. Leonardo Tavares

## Tabellone

### Legenda
| - Q = Qualificato - WC = Wild card - LL = Lucky loser | - ALT = Alternate - SE = Special Exempt - PR = Protected Ranking | - w/o = Walkover - r = Ritirato - d = Squalificato |

### Sezione 1
|  | Primo turno      | Primo turno      | Primo turno      | Primo turno | Primo turno |  |  | Ultimo turno | Ultimo turno     | Ultimo turno     | Ultimo turno | Ultimo turno |  |
|  |                  |                  |                  |             |             |  |  |              |                  |                  |              |              |  |
|  | 1                | Pablo Cuevas     | Pablo Cuevas     | 6           | 6           |  |  |              |                  |                  |              |              |  |
|  |                  | Laurent Rochette | Laurent Rochette | 1           | 4           |  |  | 1            | Pablo Cuevas     | Pablo Cuevas     | 6            | 6            |  |
|  | Rodrigo Carvalho | Rodrigo Carvalho | Rodrigo Carvalho | 6           | 6           |  |  |              | Rodrigo Carvalho | Rodrigo Carvalho | 2            | 0            |  |
|  | João Maio        | João Maio        | João Maio        | 0           | 0           |  |  |              |                  |                  |              |              |  |

### Sezione 2
|  | Primo turno              | Primo turno              | Primo turno       | Primo turno | Primo turno |  |  | Ultimo turno | Ultimo turno        | Ultimo turno        | Ultimo turno | Ultimo turno |  |
|  |                          |                          |                   |             |             |  |  |              |                     |                     |              |              |  |
|  | Andreas Vinciguerra      | Andreas Vinciguerra      | 4                 | 6           | 6           |  |  |              |                     |                     |              |              |  |
|  | Adrián Menéndez Maceiras | Adrián Menéndez Maceiras | 6                 | 3           | 4           |  |  |              | Andreas Vinciguerra | Andreas Vinciguerra | 2            | 4            |  |
|  | 5                        | Ricardo Mello            | Ricardo Mello     | 6           | 7           |  |  | 5            | Ricardo Mello       | Ricardo Mello       | 6            | 6            |  |
|  |                          | Julien Jeanpierre        | Julien Jeanpierre | 2           | 5           |  |  |              |                     |                     |              |              |  |

### Sezione 3
|  | Primo turno        | Primo turno        | Primo turno        | Primo turno | Primo turno |  |  | Ultimo turno | Ultimo turno     | Ultimo turno     | Ultimo turno | Ultimo turno |  |
|  |                    |                    |                    |             |             |  |  |              |                  |                  |              |              |  |
|  | 2                  | Michail Kukuškin   | Michail Kukuškin   | 6           | 6           |  |  |              |                  |                  |              |              |  |
|  |                    | František Čermák   | František Čermák   | 4           | 2           |  |  | 2            | Michail Kukuškin | Michail Kukuškin | 6            | 6            |  |
|  | Andrea Arnaboldi   | Andrea Arnaboldi   | Andrea Arnaboldi   | 6           | 6           |  |  |              | Andrea Arnaboldi | Andrea Arnaboldi | 4            | 1            |  |
|  | José Ricardo Nunes | José Ricardo Nunes | José Ricardo Nunes | 2           | 1           |  |  |              |                  |                  |              |              |  |

### Sezione 4
|  | Primo turno         | Primo turno         | Primo turno         | Primo turno | Primo turno |  |  | Ultimo turno | Ultimo turno        | Ultimo turno        | Ultimo turno | Ultimo turno |  |
|  |                     |                     |                     |             |             |  |  |              |                     |                     |              |              |  |
|  | Pablo Martin-Adalia | Pablo Martin-Adalia | Pablo Martin-Adalia | 6           | 6           |  |  |              |                     |                     |              |              |  |
|  | João Silvério       | João Silvério       | João Silvério       | 0           | 2           |  |  |              | Pablo Martín Adalia | Pablo Martín Adalia | 3            | 3            |  |
|  | 6                   | Michael Yani        | Michael Yani        | 6           | 6           |  |  | 6            | Michael Yani        | Michael Yani        | 6            | 6            |  |
|  |                     | Vasco Mensurado     | Vasco Mensurado     | 2           | 2           |  |  |              |                     |                     |              |              |  |

### Sezione 5
|  | Primo turno   | Primo turno     | Primo turno   | Primo turno | Primo turno |  |  | Ultimo turno | Ultimo turno    | Ultimo turno    | Ultimo turno | Ultimo turno |  |
|  |               |                 |               |             |             |  |  |              |                 |                 |              |              |  |
|  | 3             | Ricardo Hocevar | 6             | 63          | 7           |  |  |              |                 |                 |              |              |  |
|  |               | Pedro Sousa     | 3             | 7           | 62          |  |  | 3            | Ricardo Hocevar | Ricardo Hocevar | 6            | 6            |  |
|  | Vasco Pascoal | Vasco Pascoal   | Vasco Pascoal | 7           | 6           |  |  |              | Vasco Pascoal   | Vasco Pascoal   | 1            | 3            |  |
|  | André Caiado  | André Caiado    | André Caiado  | 65          | 1           |  |  |              |                 |                 |              |              |  |

### Sezione 6
|  | Primo turno                  | Primo turno                  | Primo turno                  | Primo turno | Primo turno |  |  | Ultimo turno   | Ultimo turno   | Ultimo turno   | Ultimo turno | Ultimo turno |  |
|  |                              |                              |                              |             |             |  |  |                |                |                |              |              |  |
|  | Gonçalo Falcão               | Gonçalo Falcão               | Gonçalo Falcão               | 6           | 6           |  |  |                |                |                |              |              |  |
|  | José Manuel García Rodríguez | José Manuel García Rodríguez | José Manuel García Rodríguez | 0           | 1           |  |  | Goncalo Falcao | Goncalo Falcao | Goncalo Falcao | 4            | 3            |  |
|  |                              | Gastão Elias                 | Gastão Elias                 | 6           | 3           |  |  | Gastão Elias   | Gastão Elias   | Gastão Elias   | 6            | 6            |  |
|  | 8                            | Jonathan Eysseric            | Jonathan Eysseric            | 3           | 0r          |  |  |                |                |                |              |              |  |

### Sezione 7
|  | Primo turno     | Primo turno      | Primo turno      | Primo turno | Primo turno |  |  | Ultimo turno | Ultimo turno  | Ultimo turno  | Ultimo turno | Ultimo turno |  |
|  |                 |                  |                  |             |             |  |  |              |               |               |              |              |  |
|  | 4               | Ryan Sweeting    | Ryan Sweeting    | 6           | 6           |  |  |              |               |               |              |              |  |
|  |                 | José Pedro Silva | José Pedro Silva | 0           | 2           |  |  | 4            | Ryan Sweeting | Ryan Sweeting | 6            | 6            |  |
|  | João Sousa      | João Sousa       | João Sousa       | 6           | 7           |  |  |              | João Sousa    | João Sousa    | 3            | 2            |  |
|  | Gonçalo Pereira | Gonçalo Pereira  | Gonçalo Pereira  | 3           | 5           |  |  |              |               |               |              |              |  |

### Sezione 8
|  | Primo turno      | Primo turno      | Primo turno      | Primo turno | Primo turno |  |  | Ultimo turno     | Ultimo turno     | Ultimo turno | Ultimo turno | Ultimo turno |  |
|  |                  |                  |                  |             |             |  |  |                  |                  |              |              |              |  |
|  | Michal Mertiňák  | Michal Mertiňák  | Michal Mertiňák  | 6           | 6           |  |  |                  |                  |              |              |              |  |
|  | Philip Davydenko | Philip Davydenko | Philip Davydenko | 2           | 0           |  |  | Michal Mertiňák  | Michal Mertiňák  | 7            | 4            | 1            |  |
|  |                  | Leonardo Tavares | Leonardo Tavares | 6           | 7           |  |  | Leonardo Tavares | Leonardo Tavares | 5            | 6            | 6            |  |
|  | 7                | Dušan Vemić      | Dušan Vemić      | 4           | 5           |  |  |                  |                  |              |              |              |  |